# Assumption (Illinois)
Assumption város az USA Illinois államában, Christian megyében. Lakosainak száma 1155 fő (2020. április 1.).

## Népesség
A település népességének változása:

| 2010 | 1 168 |
| 2020 | 1 155 |